# Seznam osebnosti iz Občine Cerkno
Seznam osebnosti iz Občine Cerkno vsebuje osebnosti, ki so se tu rodile, delovale ali umrle.
Občina Cerkno ima 30 naselij: Bukovo, Cerkljanski Vrh, Cerkno, Čeplez, Dolenji Novaki, Gorenji Novaki, Jagršče, Jazne, Labinje, Lazec, Laznica, Orehek, Otalež, Planina pri Cerknem, Plužnje, Podlanišče, Podpleče, Poče, Police, Poljane, Ravne pri Cerknem, Reka, Straža, Šebrelje, Travnik, Trebenče, Zakojca, Zakriž.

## Kultura in umetnost

### Glasba
- Bojan Adamič (1912, Ribnica – 1995, Ljubljana), dirigent, skladatelj, glasbeni aranžer
- Gabrijel Bevk (1881, Cerkno – 1950, Cerkno), glasbenik, orglavec, zborovodja
- Ivan Carli (1851, Šebrelje – 1911, Studeno pri Postojni), organist in skladatelj
- Boštjan Cvek (1964, Bukovo – 2015, Straža), organizator glasbenih dogodkov
- Adolf Harmel (1847, Idrija – 1893, Komen), duhovnik, baritonist, zborovodja
- Avgust Ipavec (1940, Ročinj –), duhovnik, glasbenik, dirigent
- Peter Jereb (1867, Cerkno – 1951, Litija), glasbenik, skladatelj, zborovodja
- Ivan Kacin (1884, Otalež – 1953, Gorica), glasbenik, orglavec, izdelovalec harmonijev in orgel
- Janez Kokošar (1860, Hudajužna – 1923, Grahovo ob Bači), glasbenik, skladatelj, zbiralec ljudskih pesmi, duhovnik
- Aldo Kumar (1954, Otalež –), skladatelj, univerzitetni profesor
- Jakob Špik (1820, Bukovo – 1897, Pulj), izdelovalec orgel

### Gledališče
- Nedeljka Pirjevec (1932, Reka, Cerkno – 2003, Golnik), gledališka igralka, prevajalka
- Danilo Turk (1912, Trst – 1991, Lovrečica), gledališki igralec, filmski igralec, organizator, publicist

### Književnost in publicistika
- Blaž Bevk (1865, Čeplez – 1929, Čeplez), prevajalec, pesnik, duhovnik
- France Bevk (1890, Zakojca – 1970, Ljubljana), pisatelj, pesnik, dramatik, publicist, prevajalec
- Bojan Bratina (1950, Predmeja –), ravnatelj, javni delavec, publicist, literarni kritik
- Ivanka Čadež (1938, Podlanišče –), pisateljica
- Ivan Delpin (1905, Gorica – 1993, Pliskovica), pesnik, duhovnik
- Peter Flander (1917, Zakojca – 1977, Podbrdo), nabožni pisec
- Irma Flis (1925, Reka, Cerkno – 2005, Izola), igralka, pisateljica, prevajalka, publicistka
- Alojzij Gradnik (1882, Medana – 1967, Ljubljana), pesnik, prevajalec, sodnik
- Andrej Kobal (1899, Cerkno – 1988, Nemčija), pisatelj, časnikar, univerzitetni profesor
- Vladimir Julij Kogoj (1905, Cerkno - 1967, Širola), publicist in pisatelj
- France Kosmač (1845, Cerkno – 1864, Zagreb), pesnik
- Pavla Leban (1913, Poljubinj – 1992, Poljubinj), ljudska pesnica
- Fanica Obid (1903, Bukovo – 1940, Jesenica), pesnica, kulturnopolitična delavka
- Andrej Pagon (1907, Šebrelje – 11994, Tolmin), časnikar, publicist, pesnik
- Jakob Rejec (1865, Šebrelje – 1944, Ajševica), pesnik,  duhovnik
- Anton Rojc (1820, Cerkno – 1876, Zagreb), pravnik, pisatelj
- Josip Sedej (1899, Cerkno – 1977, Zagreb), odvetnik in publicist
- Adolf-Črtomir Šinkovec (1914, Vojsko, Idrija – 1983, Ljubljana), publicist, pesnik, pisatelj
- Marija Vogrič (1932, Jazne – 2016, Koper), pisateljica, pedagoginja, publicistka, družbenopolotična in kulturna delavka, režiserka

### Slikarstvo, kiparstvo, fotografija
- Martin Bizjak (1874, Konjsko, Sevnica – 1918, Ljubljana), podobar, kipar
- Anton Cej (1857, Planina pri Cerknem – 1897, Novo mesto), slikar
- Franc Kobal (1920, Cerkno – 2004, ?), rezbar
- Milica Kogoj (1903, Bukovo – 1994, ?), slikarka
- Matej Kokelj (1859, Gorenji Novaki – ?), kipar, podobar, rezbar
- Josip Kosmač (1863, Cerkno – 1916, Strnišče), slikar, podobar
- Mihael Kosmač (1862, Cerkno –?), podobar, slikar, pozlatar
- Andrej Makuc (1903, ? – 1979, Police), rezbar
- Franc Peternelj (1883, Cerkno – 1951, Cerkno), podobar, pozlatar, fotograf
- Jurij Pfeifer (1955, Cerkno – 2020, Idrija), akademski slikar, ilustrator, pisatelj
- Tomaž Seljak (starejši (1839 Bukovo - 1884 Kneža), podobar
- Jožef Štravs (1843, Ravne pri Cerknem – 1902, Cerkno), podobar, pozlatar, rezbar, fotograf
- Valentin Šubic (1859, Poljane nad Škofjo Loko – 1927, Poljane nad Škofjo Loko), podobar, kipar
- Vinko Tavčar (1914, Cerkno – 1999, Cerkno), fotograf
- Rafael Terpin (1944, Idrija –), akademski slikar, pisatelj, domoznanec

## Religija
- Frančišek Borgia Sedej (1854, Cerkno – 1931, Gorica), duhovnik, škof
- Feliks Anton Caffou (1799, Cerkno – 1877, Gorica), duhovnik, moralni teolog, konzistorialni svetnik, srednješolski učitelj
- Tomaž Čerin (1846, Cerkno – 1901, Gorica), duhovnik, profesor bogoslovja, deželni poslanec
- Franc Červ (1851, Tolmin – 1922, Avstrija), cerkveni govornik, duhovnik, vikar
- Otmar Črnilogar (1931, Šebrelje - 1999, Podraga), rimskokatoliški duhovnik, filoog in prevajalec, profesor latinščine in grščine
- Branko Dočić (1905, Gorica – 1986, Ohrid), gospodarski organizator, publicist, duhovnik
- Ivan Drašček (1874, Gorica – 1952, Kobjeglava), duhovnik, kulturni delavec
- Janez Filipič (1922, Lazec – 2000, Lokavec), duhovnik, publicist
- Andrej Jekše (1816, Podmelec – 1894, Kobarid), duhovnik, prosvetni delavec
- Josip Kosec (1866, Gorica – 1912, Gorica), duhovnik
- Janko Kosmač (1941, Dolenji Novaki - ), duhovnik, misijonar
- Ivan Kretič (1911, Tevče – 1991, Devin), kulturni delavec, duhovnik
- Ljubo Marc (1920, Ljubljana – 2010, Šempeter pri Gorici), duhovnik, publicist
- Ivan Mozetič (1889, Miren – 1971, Ravne pri Cerknem), rimskokatoliški duhovnik in ljudski zdravnik
- Janez Nemec (1785, Gorica – 1829, Cerkno), duhovnik
- Lado Piščanec (1914, Trst – 1944, Cerkno), rimskokatoliški duhovnik in pesnik
- Ciril Sedej (1888, Cerkno – 1968, Gorica), rimskokatoliški duhovnik in narodni delavec
- Janez Sedej (duhovnik) (1866, Cerkno – 1924, Grahovo), rimskokatoliški duhovnik
- Nikolaj Sedej (1880, Cerkno – 1925, Obloke), rimskokatoliški duhovnik in gimnazijski katehet
- Stanko Stanič (1893, Cesta, Ajdovščina – 1955, Gorica), nabožni pisec, kulturni delavec, duhovnik

## Gospodarstvo
- Slavko Bevk (1909, Cerkno – 1970, Koper), gospodarski delavec, družbenopolitični delavec
- Dominik Kacin (1895, Idrijske Krnice – 1971, Ljubljana), zadružni strokovnjak
- Stanislav Oblak (1911, Bukovo – 1979, Trst), gospodarstvenik, družbeni delavec

## Šolstvo
- Tomaž Bizalj (1934, Breg – 2020, Koper), sociolog, šolnik, politični aktivist
- Viktor Jereb (1904, Cerkno – 1984, Cerkno), učitelj, šolnik, prosvetni delavec
- Matej Mikuž (1884, Idrijski Log – 1975, Maribor), šolnik, šolski nadzornik
- Franc Močnik (1814, Cerkno – 1892, Gradec), matematik, šolnik, pisatelj?
- Metod Peternelj (1888, Cerkno – 1956, Cerkno), učitelj, intarzist
- Anton Stres (1871, Bovec – 1912, Ljubljana), planinski pisec, učitelj
- Ana Štucin (1927, Cerkno – 2017, Idrija), profesorica, zgodovinarka, publicistka, kustosinja
- Jože Štucin (1955, Cerkno –), glasbeni pedagog, pesnik in pisatelj
- Rafael Terpin (1944, Idrija –), akademski slikar, rovtarski krajinar, učitelj

## Politika, pravo in vojska
- Milan Bogataj (1920, Sežana – 1943, Otalež), študent in partizan
- Tomo Brejc (1904, Dolenji Novaki – 1964, Ljubljana), komunistični aktivist, politični delavec, izseljenski delavec
- Josip Devetak (1825, Tolmin – 1899, Tolmin), politični aktivist, župan, podjetnik
- Ferdinand Ferjančič (1895, Vipava – 1975, Trst), javni delavec, politični delavec
- Anton Gregorčič (1852, Vrsno – 1925, Gorica), politični aktivist, kulturni delavec, rimskokatoliški duhovnik
- Franc Hvala (1909, Bukovo – 2005, ?), partizan, publicist
- Josip Kavčič (1821, Razdrto – 1903, Gorica), narodni buditelj, pravnik, notar
- Marina Melhiorca (17. stoletje, Šebrelje – 18. stoletje Šebrelje), organizatorka
- Gabrijel Peternelj (1910, Cerkno – 2001, ?), politični delavec in član organizacije TIGR
- France Oblak (1845, Slap ob Idrijci – 1917, Italija), pravnik, publicist, javni delavec, pisatelj
- Josip Oblak (1883, Bukovo – 1956, Trst), sodnik
- Franc Pajntar (1910, Zakojca – ?), partizanski borec, družbenopolitični delavec
- Tomaž Pavšič (1931, Otalež – 2019, Ljubljana), politik, kulturni delavec, domoznanec, profesor, publicist
- Josip Peternel (1883, Plužnje – ?), politik in publicist
- Janez Podobnik (1959, Cerkno –), minister, politik, zdravnik
- Rudolf Sterle (1873, Divača – 1948, Ljubljana), sodnik, pravni pisec, prevajalec
- Anton Kosmač (1854, Cerkno – 1916, Cerkno), deželni poslanec
- Vika Obid (1908, Bukovo - 1981, Idrija), politična aktivistka
- Rafael Razpet (1932, Bukovo –), politik, gospodarstvenik
- Ivan Štravs (1875, Šebrelje – ?, Šoštanj), politik
- Milojka Štrukelj (1925, Solkan – 1944, Cerkno), aktivistka NOB, partizanka
- Zdenko Ulepič (1906, Ljubljana – 1988, Beograd), generalpolkovnik letalstva
- Vinko Zevnik (1914, Praše – 1943, Ledine), narodni heroj
- Andrej Žvan (1915, Spodnje Gorje – 1945, Porezen), partizan, prvoborec in narodni heroj

## Šport
- Peter Brelih (1882, Cerkno – 1962, Ljubljana), urednik, zbiralec ljudskega blaga, organizator, planinec
- Miroslav Svetičič (1958, Šebrelje – 1995, Gasherbrum IV), alpinist

## Znanost: Humanistika in naravoslovje
- Jože Bavcon (1962, Ljubljana –), biolog, botanik, vrtnar
- Jurij Bavdaž (1928, Kanal – 2011, Ljubljana), publicist, muzealec
- Samo Bevk (1956, Ljubljana –), zgodovinar, muzealec, politik
- Franja Bojc Bidovec (1913, Nemška vas pri Ribnici – 1985, Ljubljana), partizanska zdravnica, po njej je imenovan Maraton Franja
- Vesna Cerkvenik Flajs (1962, Ljubljana –), kemičarka
- Zoran Dietz (1901, Ajdovščina – 1978, Ajdovščina), zdravnik
- Milica Kacin – Wohinz (1930, Reka, Cerkno – 2021, ?), zgodovinarka
- Štefan Kacin (1939, Reka, Cerkno –), arhitekt
- Ivana Leskovec (1960, Cerkno –), etnologinja
- Boris Mlakar (1947, Cerkno –), zgodovinar
- Primož Simonič (1893, Plužnje  1975, Škofja Loka), agronom
- Peter Svetik (1933, Plužnje – 2011, ?), geometer in samostojni novinar
- Marjan Tavčar (1940, Gorje – 2021, Stara Gora), sociolog
- Venceslav Tuta (1908, Tolmin – 1980, Tržič), časnikar
- Stanko Uršič (1917, Cerkno – 2000, Ljubljana), matematik
- Viktor Volčjak (1913, Škofja Loka – 1987, Ljubljana), zdravnik